# ウラジーミル・ジェボアーゼ
ウラジーミル・ジェボアーゼ（グルジア語: ვლადიმერ დგებუაძე、グルジア語ラテン翻字: Vladimer Dgebuadze、1970年10月2日-) は、旧ソ連のジョージア・スフミ出身の柔道選手。現役時代は71kg級の選手。身長177cm。

## 人物
1990年の世界ジュニアではオール一本勝ちで優勝するなど、早くから古賀稔彦の最大のライバルとなりうる存在としてクローズアップされていた。しかし、1990年の嘉納杯では準決勝で古賀に背負投で敗れるが、3位決定戦ではアメリカの選手を開始僅か2秒の背負投で仕留めて3位となった。1991年の世界選手権では準決勝で地元スペインのホアキン・ルイスに出足払で敗れて3位となり、優勝した古賀との対戦はなかった。1992年はグルジアの政情不安定の影響などもあって、結果としてバルセロナオリンピックには出場できなかった。1993年のヨーロッパ選手権では優勝するが、世界選手権では初戦でバルセロナオリンピック65kg級で優勝したブラジルのロジェリオ・サンパイオに敗れた。その後は1996年のアトランタオリンピックに出場するものの、3回戦で敗れた。

## 主な戦績
- 1988年 - 国際高校柔道選手権大会　2位
- 1989年 - ソ連国際　優勝
- 1989年 - ヨーロッパジュニア　優勝
- 1990年 - 世界ジュニア　優勝
- 1990年 - グッドウィルゲームズ　3位
- 1990年 - 嘉納杯　3位
- 1991年 - ドイツ国際　優勝
- 1991年 - 世界選手権　3位
- 1992年 - 正力国際　2位
- 1993年 - ヨーロッパ選手権　優勝
- 1996年 - ハンガリー国際　3位
- 1996年 - チェコ国際　3位